# Depois do Fim
| Críticas profissionais       | Críticas profissionais |
| Avaliações da crítica        | Avaliações da crítica  |
| Fonte                        | Avaliação              |
| ---------------------------- | ---------------------- |
| Prog Archives                | [ 1 ]                  |
| Revista Rolling Stone Brasil | [ 2 ]                  |
| Galeria Musical              | [ 3 ]                  |

Depois do Fim é o primeiro álbum da banda brasileira de rock progressivo Bacamarte, lançado em 1983. O álbum foi considerado pela comunidade Prog Archives como um dos 100 Melhores Álbuns de Rock Progressivo de Todos os Tempos. Segundo Ricardo Schott, do Jornal do Brasil, junto com discos dos Beatles, Rolling Stones, Pink Floyd, Depois do Fim também é citado na lista "Os 100 melhores álbuns de rock" da revista holandesa Exposure.
Apesar de ter sido gravado na década de 1980, já época do rock neoprogressivo, o álbum possui características marcantes da década de 1970, primeira fase do gênero. Algumas faixas são instrumentais ao passo que outras apresentam alguns trechos com vocais em português, com influências de bandas como Renaissance e Curved Air.
O álbum contava com uma bela capa elaborada por Eduardo Pereira e com um mini-encarte que trazia a foto da banda em um show no Circo Voador, onde a banda contava em seu line-up com os músicos: Mário, Marcus, Sérgio, Simas (no violoncelo), Mr. Paul, William Murray (baixo) e Mário Leme (bateria)

## Sobre o Álbum
Depois do Fim é um disco conceitual, que conta a história pós apocalipse no mundo.
Uma curiosidade sobre o álbum é que ele sempre intercala: após uma música instrumental, vem uma música cantada. Assim, as instrumentais são sempre as de número ímpar, enquanto as cantadas são as pares.
A faixa de abertura, “UFO”, se inicia com uma execução memorável de “Capricho árabe”, peça do violonista espanhol Francisco Tárrega, que logo se torna uma complexa canção progressiva com os órgãos comuns ao gênero.
Na faixa seguinte inicia-se a história contada no disco de forma metafórica: o Apocalipse.
“Último entardecer” é uma música curiosa: ela abre com uma homenagem a uma importante banda alemã de Progressivo, o Triumvirat. isto pode ser percebido logo no seu riff inicial, que na verdade é o mesmo que a banda alemã compôs em “I believe”.
A faixa título nos mostra como ficaria a Terra após o término do Apocalipse. No fim da letra, é descrita a cena demonstrada na capa do disco, integrando, assim, toda a obra.

### Reedições
O álbum já foi relançado duas vezes. A primeira saiu em 1996, por um selo independente, contendo uma faixa bônus, "Mirante das Estrelas". A segunda, de julho de 2009, foi lançada em digipack, contendo um encarte com fotos e letras e o CD imitando um vinil, mas sem a faixa bônus da edição anterior.

### Faixas
| N.º            | Título              | Compositor(es)                | Duração |  |
| 1.             | "UFO"               | Mario Neto                    | 6:26    |  |
| 2.             | "Smog Alado"        | Mario Neto                    | 4:11    |  |
| 3.             | "Miragem"           | Mario Neto                    | 4:54    |  |
| 4.             | "Pássaro De Luz"    | Mario Neto                    | 2:28    |  |
| 5.             | "Caño"              | Marcus Moura                  | 1:59    |  |
| 6.             | "Último Entardecer" | Marcus Moura, Sergio Villarim | 9:29    |  |
| 7.             | "Controvérsia"      | Delto Simas, Marco Veríssimo  | 1:57    |  |
| 8.             | "Depois do Fim"     | Mario Neto                    | 6:31    |  |
| Duração total: | Duração total:      | Duração total:                | 37:52   |  |

| Bonus Track - Reedição de 1996 |                        |         |  |
| N.º                            | Título                 | Duração |  |
| 9.                             | "Mirante das Estrelas" | 6:11    |  |
| Duração total:                 | Duração total:         | 44:03   |  |

## Créditos Musicais
- Jane Duboc - vocal nas faixas 2,4,6 e 8
- Mario Neto - violão e guitarra / Todos os instrumentos da faixa 9 (guitarra, teclado, baixo elétrico, bateria eletrônica)
- Marcus Moura - flauta, acordeão na faixa 5
- Mr. Paul - percussão
- Delto Simas - baixo elétrico, baixo acústico
- Marco Verissimo - bateria
- Sergio Villarim - teclado